# Lankesteria
Lankesteria, biljni rod iz porodice primogovki smješten u vlastiti podtribus Lankesteriinae, dio tribusa Whitfieldieae,  potporodica Acanthoideae. Sastoji se od 7 vrsta iz tropske Afrike Opisan je u Edwards's Botanical Register 31(Misc): 86. 1845. 

## Opis
Višegodišnje ili grmoliko bilje ili grmlje; stabljike potčetverouglaste. Listovi jednostavni, nasuprotni s cjelovitim ili nazupčastim rubovima. Cvjetovi pojedinačni, skupljeni u cimese; brakteje uočljive. Čaška duboko razdijeljena na 5 nejednakih linearnih čašica. Vjenčić zgrčen u pupoljku, izvana s finim dlačicama; cijev duga, cjevasta. Ovarij 2-lokularan, kapsula 2-sjemena. Sjeme prekriveno dugim dlačicama.

## Vrste
1. Lankesteria alba Lindau
2. Lankesteria barteri Hook.f.; autohtona u Nigeriji i Kamerunu; uvezena na Trinidad i Tobago
3. Lankesteria brevior C.B.Clarke
4. Lankesteria elegans (P.Beauv.) T.Anderson
5. Lankesteria glandulosa Benoist; madagaskarski endem
6. Lankesteria hispida (Willd.) T.Anderson; tipična kao Lankesteria parviflora Lindl.
7. Lankesteria thyrsoidea S.Moore